# 307261 Máni
(307261) 2002 MS4 is een grote kubewano en een mogelijke dwergplaneet in de Kuipergordel, een gebied van ijzige planetesimalen voorbij Neptunus. Hij werd in 2002 ontdekt door Chad Trujillo en Michael Brown. 2002 MS4 is 74 keer waargenomen, met voorontdekkingsbeelden die teruggaan tot 8 april 1954.
Vanaf 2019 staat 2002 MS4 op 46,5 AE van de zon. Hij zal het perihelium, het dichtste punt bij de zon, bereiken in 2122. Met een diameter van bijna 800 km is hij ongeveer gelijk (binnen meetonzekerheden) aan het grootste naamloze object in het zonnestelsel en is hij ook gelijk aan de grootste bekende planetoïde zonder maan.

## Geschiedenis

### Ontdekking

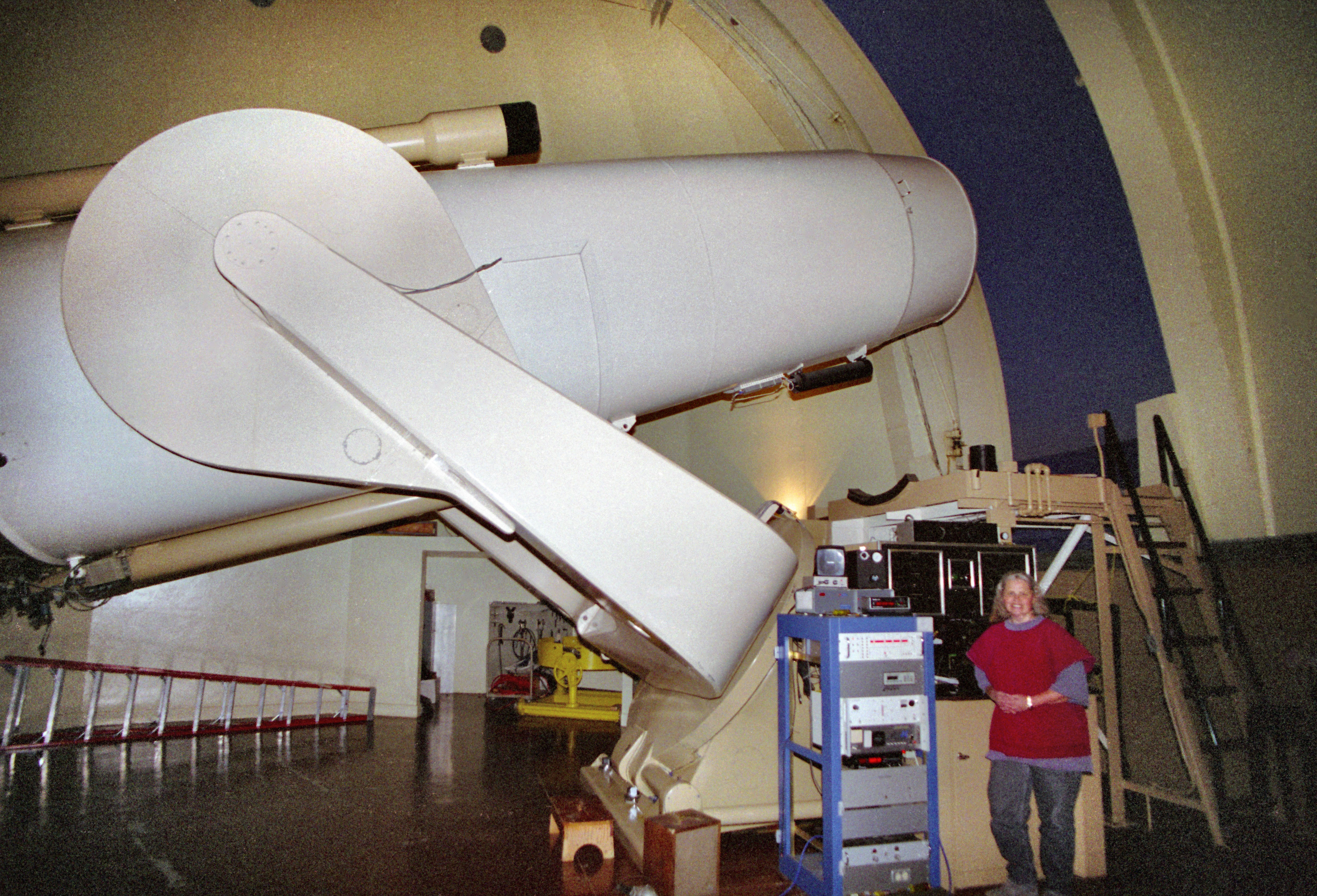
De telescoop waarmee de planetoïde ontdekt is.

2002 MS4 werd op 18 juni 2002 ontdekt door Chad Trujillo en Michael Brown bij Palomar Observatory. De ontdekking werd op 21 november 2002 aangekondigd door het Minor Planet Center.
In 2007 bracht een zoektocht in het archief het bestaan aan het licht van verscheidene waarnemingen van 2002 MS4, waarvan de vroegste werd genomen op 8 april 1954, als onderdeel van de National Geographic Society – Palomar Observatory Sky Survey.

## Baan en classificatie
2002 MS4 is qua baan en huidige positie vergelijkbaar met Quaoar, maar heeft een hogere excentriciteit en inclinatie, en draait elke 272,6 jaar in een baan. 2002 MS4 behoort tot de klasse van dynamisch hete Kuipergordelobjecten. Hij is in een intermitterende 18:11 orbitale resonantie met Neptunus.

## Fysieke kenmerken
De Spitzer Space Telescope schatte het op een diameter van 726±123 km, terwijl de Herschel Space Telescope het op 934±47 km schatte. Als het laatste geval waar is, zou 2002 MS4 in grootte vergelijkbaar zijn met de dwergplaneet Ceres, en zou het ook het grootste zonnestelselobject zonder naam zijn vanaf 2020. 2002 MS4 is een van de 10 grootste TNO's die momenteel bekend zijn en groot genoeg om te worden beschouwd als een dwergplaneet volgens het ontwerpvoorstel van de IAU uit 2006. Een stellaire occultatie door 2002 MS4 werd waargenomen op 26 juli 2019 vanuit British Columbia, met een enkele koorde van 831 km. Een andere stellaire occultatie op 19 augustus 2019 suggereerde dat 2002 MS4> zeer afgeplat van vorm kan zijn, met een geprojecteerde afmeting van 842 × 688 km. Een andere stellaire occultatie op 8 augustus 2020, met ten minste 21 positieve detecties, resulteerde in een geprojecteerde afmeting van 808 × 748 km.
2002 MS4 heeft geen bekende manen om zich heen draaien, dus een nauwkeurige massaschatting kan niet worden gemaakt. Op basis van zijn grootte noemt Brown het als bijna zeker een dwergplaneet, maar zijn lage albedo kan het tegenovergestelde impliceren: donkere, middelgrote lichamen zoals deze, minder dan ongeveer 1000 km in diameter en met albedo's minder dan ongeveer 0,2, zijn waarschijnlijk nooit ineengestort tot vaste lichamen, veel minder gedifferentieerd of ontspannen in hydrostatisch evenwicht, en het is dus onwaarschijnlijk dat het dwergplaneten zijn.
Vanaf 2019 is de rotatieperiode van 2002 MS4 onbekend. Waarnemingen in 2005 en 2011 toonden mogelijke perioden van ofwel 7,33 uur of zijn alias 10,44 uur (single-peaked), of tweemaal die waarden voor de double-peaked oplossing, met een kleine lichtkromme amplitude van 0,05±0,01 mag. Lichtkromme-waarnemingen van 2002 MS4 zijn moeilijk vanwege het dichte veld van achtergrondsterren waar hij doorheen trekt. Waarnemingen in juni en juli 2011 maakten gebruik van het feit dat 2002 MS4 voor een donkere nevel langs bewoog.

## Afbeeldingen

2002 MS4 gefotografeerd door New Horizons.
2002 MS4 is de witte lijn.
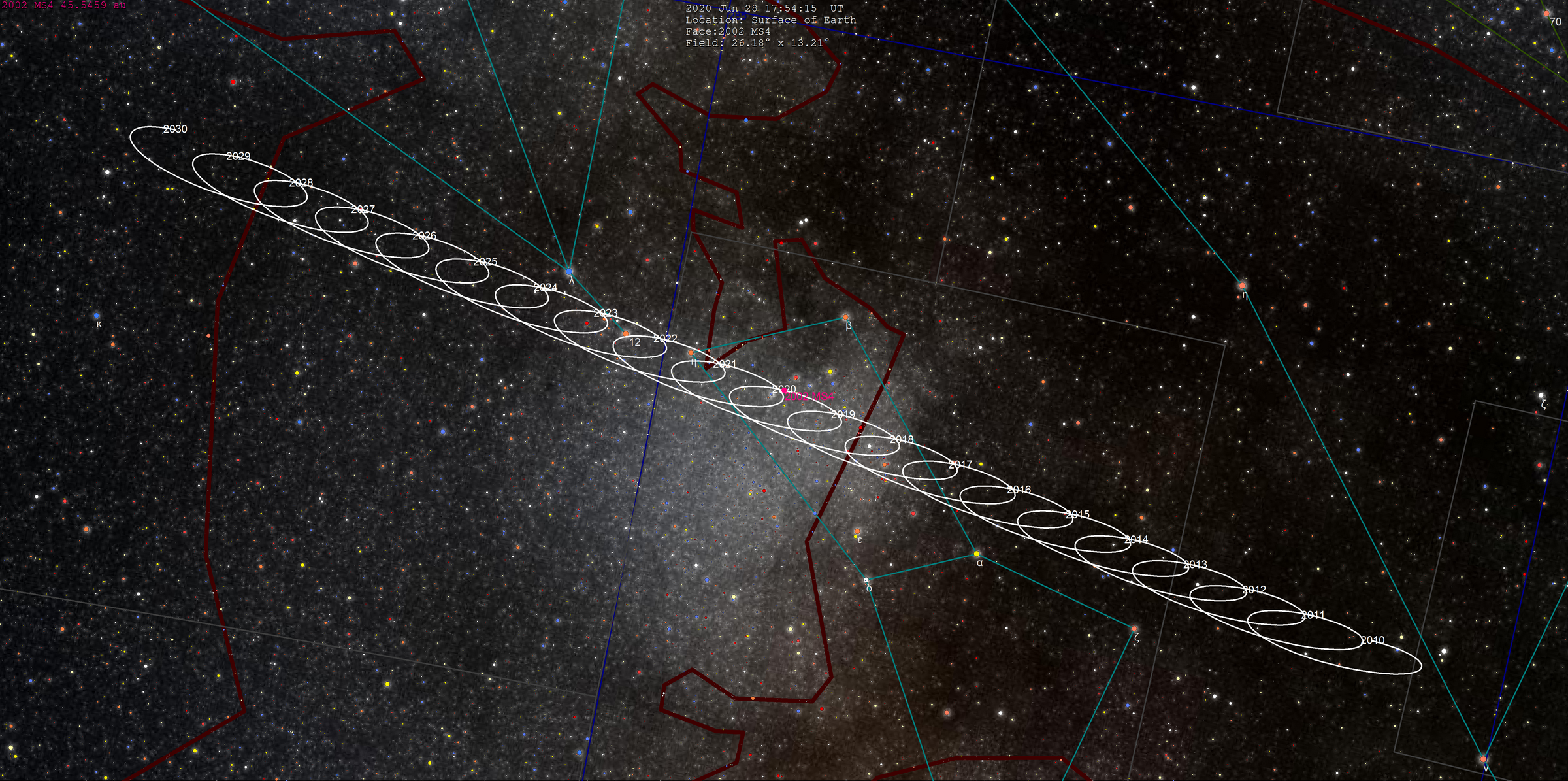
2002 MS4's positie in Scutum, oostwaarts bewegend over de helderste gebieden van de Melkweg.
De libratie van 2002 MS4's nominale baan, in een frame co-roterend met Neptunus.